# Melasina nigrescens
Melasina nigrescens är en fjärilsart som beskrevs av Edward Meyrick 1920. Melasina nigrescens ingår i släktet Melasina och familjen säckspinnare. Inga underarter finns listade i Catalogue of Life.